# Prosopocoilus buddha
Prosopocoilus buddha là một loài bọ cánh cứng trong họ Lucanidae. Loài này được Hope mô tả khoa học năm 1842.